# 흑삼귀
"흑삼귀"는 한국에서 제작된 남기남 감독의 1985년 영화이다. 권영문 등이 주연으로 출연하였고 김인동 등이 제작에 참여하였다.

## 출연

### 주연
- 권영문
- 최종숙

## 기타
- 조명: 김윤덕